# Давлат Бобонов
Давлат Бобонов (нар. 7 червня 1997) — узбецький дзюдоїст, бронзовий призер Олімпійських ігор 2020 року, чемпіон світу та Азії.

## Виступи на Олімпіадах
| Олімпіада  | Дисципліна | Місце |
| ---------- | ---------- | ----- |
| Токіо 2020 | до 90 кг   | 3     |